# Pseudanuretes fedderni
Pseudanuretes fedderni is een eenoogkreeftjessoort uit de familie van de Caligidae. De wetenschappelijke naam van de soort is voor het eerst geldig gepubliceerd in 1968 door Price.